# Jean-Philippe Perras
Jean-Philippe Perras, né à Granby en juin 1986, est un acteur québécois de théâtre et télévision.

## Filmographie
- 2012 : 30 vies[3]
- 2012 : Il était une fois dans le trouble
- 2013-2016 : Toi et moi[4],[5]
- 2016 : Feux
- 2016 : L'Heure bleue
- 2018 : Trop
- 2019 : La Faille : Louis-Philippe Ricard
- 2021 : Nuit blanche : Lucas Hébert
- 2021: Piégés
- 2022 : L'Empereur : Christian
- 2023 : Mégantic : David Ryan
- 2025 - : Stat : Antoine Diamond

## Théâtre
- 2017 : L'Avare
- 2016 : Des fraises en janvier
- 2016 : L'Écolière de Tokyo
- 2016 : Les Deux Voyages de Suzanne W
- 2015 : Grande Écoute
- 2014 : Testament
- 2014 : Marie Tudor
- 2012 : Nous voir nous
- 2012 : Rois et Reine
- 2011 : La Tempête
- 2011 : En français comme en anglais
- 2011 : Le Songe d'une nuit d'été
- 2010 : Le Ventriloque
- 2010 : Sains et Saufs

## Récompense
Prix Gémeaux en 2017